# Joseph Schmidt

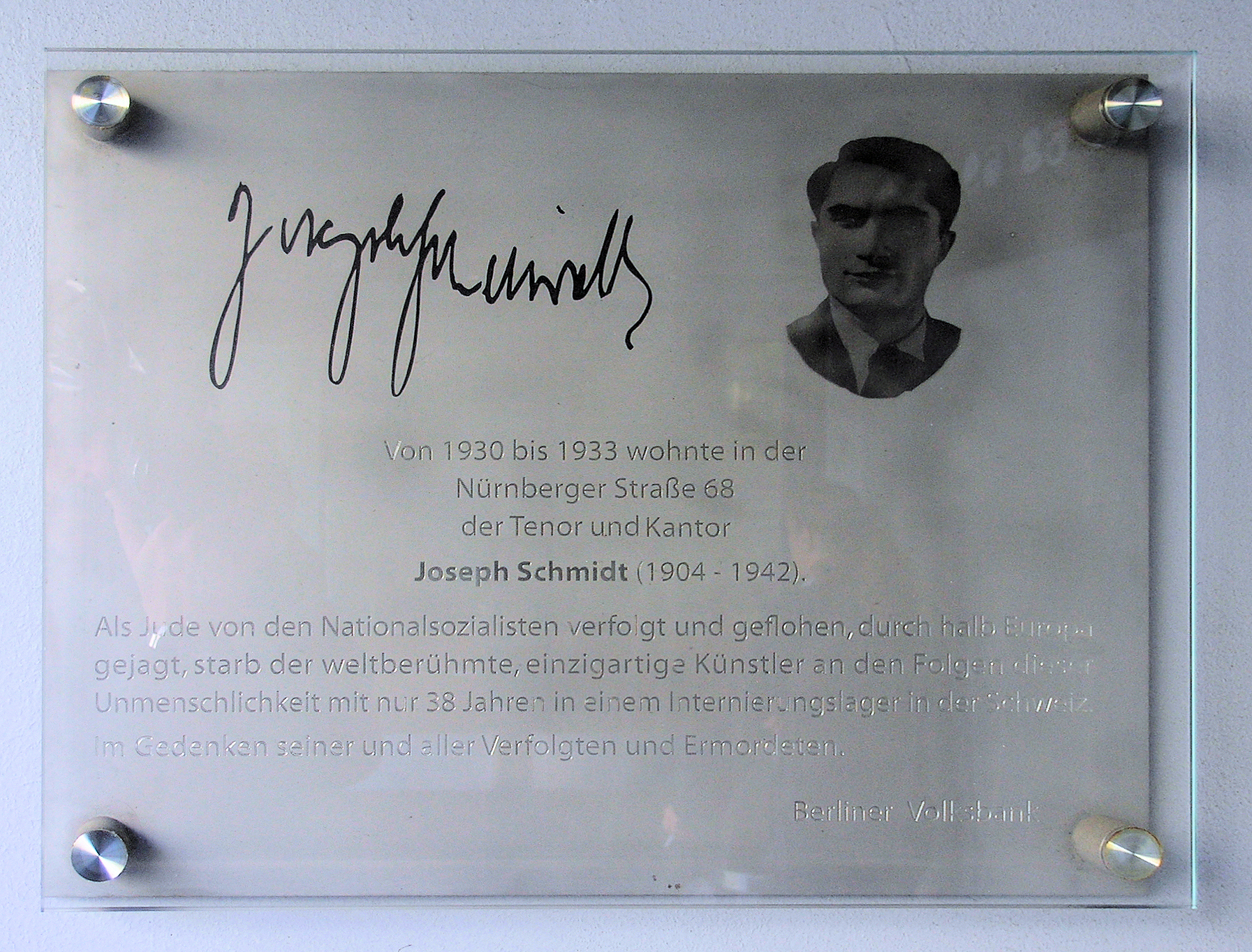
Placă comemorativă din strada Nürnberger 68, din Berlin-Schöneberg

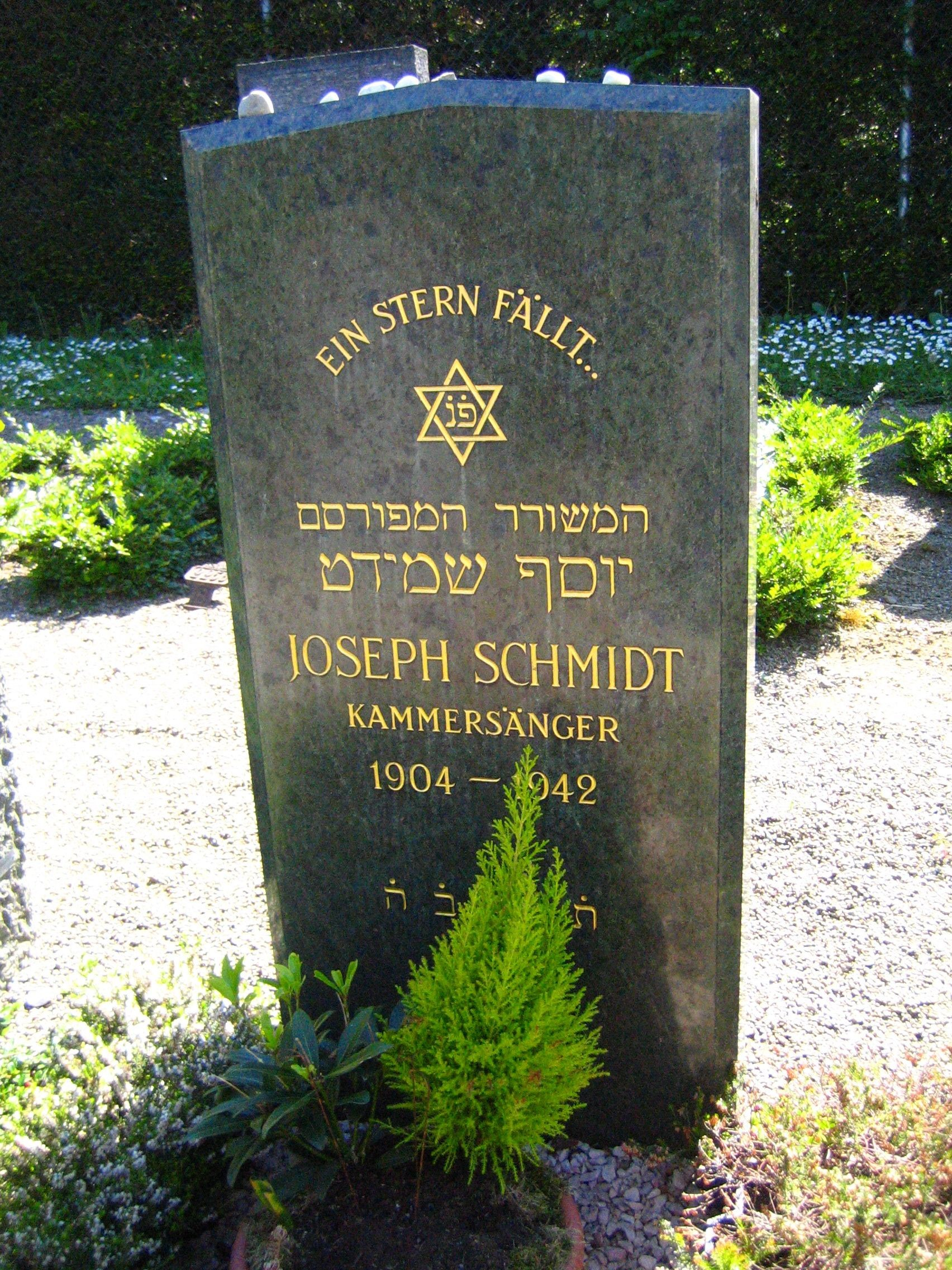
Mormântul cu piatra funerară a lui Joseph Schmidt

Joseph Schmidt (n. 4 martie 1904, Davideni, Bezirk Storozynetz, Ducatul Bucovinei, Austro-Ungaria – d. 16 noiembrie 1942, Internierungslager Girenbad⁠(d), cantonul Zürich, Elveția) a fost un tenor, actor și cantor român-evreu, de faimă internațională,  supranumit Privighetoarea din Cernăuți și Caruso al evreilor.

## Biografie
După Primul Război Mondial a urmat cursurile unei școli comerciale și în același timp a luat lecții particulare de canto. După Unirea Bucovinei cu România din 1918, a primit cetățenia română. La vârsta de 15 ani a început să cânte în corul sinagogilor din Cernăuți și din Rădăuți. În anul 1924 a dat primul concert public cu arii din opere, lieduri și balade românești.
În continuare a studiat muzica în Germania, dar s-a întors în România pentru a se înrola în armată. După satisfacerea stagiului militar obligatoriu, a fost cantor la Templul din Cernăuți. Vorbea în mod fluent idiș, ebraica, româna, germana, engleza și franceza. Unul dintre motivele pentru care nu a ajuns cu adevărat o vedetă internațională a operei a fost înălțimea sa foarte redusă: 1,54 m. 
Cariera sa artistică a fost scurtă și s-a desfășurat în principal în Germania, fiind întreruptă de începerea celui de-al Doilea Război Mondial. A fost invitat să cânte și în țări ca Austria, Belgia, Olanda, Franța, Statele Unite ale Americii sau Palestina. În timpul războiului, din cauza originii sale evreiești, pentru a se salva, s-a refugiat în Elveția, unde a fost internat în lagărul de refugiați Girenbad și unde a murit de infarct miocardic. A fost înhumat în Cimitirul evreiesc Unterer Friesenberg din Zürich-Wiedikon.
 Pe piatra sa funerară sunt scrise cuvintele „Ein Stern fällt...” („O stea cade...”) din cântecul său de succes „O stea cade din cer”.
A lăsat multe înregistrări discografice și nouă filme artistice. 
În anul 1958 a fost lansat filmul Un cântec străbate lumea (Ein Lied geht um die Welt), în regia lui Géza von Bolváry. Subiectul era viața (romanțată) a lui Joseph Schmidt, folosit ca pretext pentru a se introduce un mare număr de cântece înregistrate de artist în decursul timpului.

## Filme cu și despre Joseph Schmidt
- 1931 Der Liebesexpreß, regia Robert Wiene  : Enrico Tonelli
- 1932 Goethe lebt...!, regia Eberhard Frowein
- 1932 Gehetzte Menschen, regia Friedrich Feher
- 1933 Un cântec străbate lumea (Ein Lied geht um die Welt), regia Richard Oswald : Ricardo
- 1933 Când ești tânăr, lumea este a ta (Wenn du jung bist, gehört dir die Welt), regia Henry Oebels-Oebström și Richard Oswald : Carlo
- 1934 O stea cade din cer (Ein Stern fällt vom Himmel), regia Max Neufeld : Joseph Reiner, student la muzică
- 1934 Un cântec străbate lumea (My Song Goes Round the World, versiunea englezească a fimului din 1933)
- 1936 Heut' ist der schönste Tag in meinem Leben, regia Richard Oswald : Beppo/Tonio
- 1936 O stea cade din cer (A Star Fell from Heaven, versiunea englezească a filmului din 1934) : Josef

- 1958 Un cântec străbate lumea (Ein Lied geht um die Welt), regia Géza von Bolváry

## Discografie selectivă
- O sole mio / La paloma – Joseph Schmidt și Orchestra Deutsche Oper Berlin (casa de discuri Austroton);
- Das alte Wort: Ich liebe Dich! / Du sollst der Kaiser meiner Seele sein! – Joseph Schmidt acompaniat de orchestră (Austroton);
- Wenn du treulos bist / Española – Joseph Schmidt acompaniat de orchestră, înregistrare în Sala Beethoven, Berlin (Electrola);
- Friedrich von Flotow, Martha: Ach, so fromm, ach so traut / Giuseppe Verdi, Trubadurul: Di quella pira – Joseph Schmidt acompaniat de orchestra Berliner Staatsoper sub conducerea lui Clemens Schmalstich (His Masters Voice);
- Tiritomba / Funiculi, Funicula – Joseph Schmidt acompaniat de orchestră și cor (Odeon);
- Mattinata / Santa Lucia – Joseph Schmidt cu orchestra condusă de Otto Dobrindt (Odeon);
- Giacomo Puccini, Tosca: actul I, aria lui Cavaradossi Recondita armonia / actul III, aria lui Cavaradossi E lucevan le stelle – Joseph Schmidt cu orchestra și membrii Operei de Stat Berlin (Odeon);
- Frag’ nicht / Ein Lied geht um die Welt. Lieduri din filmul lui Richard Oswald Un cântec străbate lumea, muzica: Hans May, text: Ernst Neubach, Joseph Schmidt cu orchestra condusă de Otto Dobrindt (Odeon);
- Voga, Voga / L’Ariatella. Joseph Schmidt cu orchestra condusă de Otto Dobrindt (Odeon);
- Giacomo Puccini, Tosca: Recondita armonia / E lucevan le stelle – Joseph Schmidt acompaniat de orchestră (Parlophon);
- Johann Strauss, 1001 Nacht: Launisches Glück / Johann Strauss: Voievodul țiganilor: Ja, das alles auf Ehr – Joseph Schmidt și membrii Staatskapelle Berlin sub conducerea lui Frieder Weissmann (Parlophon);
- Maria, Mari / Funiculi, Funicula – Joseph Schmidt acompaniat de orchestră (Parlophon);
- Vorrei morire! / Mattinata. Joseph Schmidt acompaniat de orchestră (Telefunken, Ultraphon);
- Giuseppe Verdi, Rigoletto: Ach, wie so trügerisch / Freundlich blick ich auf diese und jene – Joseph Schmidt și membrii Orchestrei Filarmonice din Berlin (Telefunken);
- O Lola, rosengleich blühn deine Wangen Cavalleria rusticana / Abschied von der Mutter – Joseph Schmidt și membrii Operei de Stat Berlin, sub conducerea lui Selmar Meyrowitz;
- Bedřich Smetana: Mireasa vândută: Weiß ich doch Eine, die hat Dukaten (prima și a doua parte) – Joseph Schmidt, Michael Bohnen cu orchestra și membrii Operei de Stat Berlin sub conducerea lui Selmar Meyrowitz (Ultraphon);

## Legături externe
- Materiale media legate de Joseph Schmidt la Wikimedia Commons
- Joseph Schmidt (4 martie 1904-16 noiembrie 1942) la Răsfoiesc.com
- Joseph Schmidt Archiv in Dürnten, Switzerland
- Joseph Schmidt collection, folder 1: Personal papers and documents, professional and legal correspondence
- Joseph Schmidt collection, folder 2: Personal correspondence
- Joseph Schmidt la Internet Movie Database
- Joseph Schmidt Music and The Holocaust
- Photographs and literature
- History of the Tenor / Joseph Schmidt / Sound Clips and Narration
- Page about Joseph Schmidt on the Dutch Divas website
- Ik hou van Holland
- Concert honors singer extinguished by the Holocaust